# Fondazione di Taras
La fondazione di Taras si riferisce alla descrizione storica o mitologica della fondazione del nucleo originale dell'attuale città di Taranto.

## Riferimenti storici
Da quanto riportato dalle fonti storiche, Taras (odierna Taranto) è stata l'unica città fondata da Sparta e ciò avvenne nel 706 a.C. Eusebio di Cesarea riferisce che gli spartani navigarono verso il meridione d'Italia in cerca di nuove terre da conquistare per espandere i propri confini commerciali e territoriali. Gli spartani dunque guidati da Falanto sbarcarono nel porto naturale di Saturo già occupato dagli Iapigi e ne fecero razzìa. Dopo essersi insediati viaggiarono verso l'interno alla ricerca di una localizzazione militarmente più difendibile e al contempo più compatibile con le necessità del popolo. Giunsero dunque nella zona di terre situata tra i due seni del mar grande e mar piccolo e ivi edificarono la Polis TARAS secondo i criteri greco classici (Akropolis, agorà e necropolis). Taras conobbe il periodo di massimo splendore sotto la guida di Archita, conìo una propria moneta e si garantì un'egemonia indiscussa per l'intero periodo magno-greco.

## Riferimenti mitologici
Come di consueto accade nella storia Greca, anche l'evento di fondazione di Taras operata dagli spartani subisce mitizzazioni tipiche della cultura del tempo. In particolare si narra che Taras, moglie di Saturia in groppa ad un delfino un giorno discese dall'olimpo per fondare la città per poi scomparire nelle acque del fiume Tara presente in quella terra prima di essere assunto fra gli eroi.

## L'alleanza Sparta e Taras
Taras nella sua storia ha ripetutamente collaborato e intrattenuto rapporti commerciali e militari con la madre Sparta. Numerosi storici riportano di eventi che vedono i guerrieri spartani, dediti alla guerra, al fianco della cavalleria Tarantina sia contro i lucani, che contro gli Iapigi che contro lo stesso impero romano. Si narra che addirittura un re di Sparta, Archidamo III diede la propria vita per difendere la città di Taras e la sua morte viene ricordata come giusta ed eroica. Taras invece non tese mai la mano ad Atene al punto che negò nel 415 a.C. l'attracco al porto delle navi ateniesi durante la spedizione ateniese verso la Sicilia. Il simbolo della città di Taras fu lo scorpione, voluto dal fondatore Falanto. Tuttavia, a seguito della sua morte, in senso di ringraziamento al guerriero che fondò Taras, i cittadini decisero di coniare monete con la famosa effigie di Falanto che vittorioso cavalca il delfino. Lo stemma presente sullo statere è oggi il simbolo della città.